# Strzelectwo na Igrzyskach Wspólnoty Narodów 2010
Strzelectwo na Igrzyskach Wspólnoty Narodów 2010, odbyło się w dniach 5 – 13 października 2010 na obiekcie strzelniczym Dr. Karni Singh Shooting Range. W tabeli medalowej zawodów strzeleckich tryumfowali gospodarze igrzysk. Zawody strzeleckie z broni wielkokalibrowej miały miejsce w CRPF Campus w dniach 9 – 13 października.

## Medaliści[2]

### Strzelanie do lotek

#### Mężczyźni
| Konkurencja              |                                              |                                                 |                                           |
| ------------------------ | -------------------------------------------- | ----------------------------------------------- | ----------------------------------------- |
| Trap pojedynczo          | Aaron Heading                                | Michael Diamond                                 | Manavjit Singh Sandhu                     |
| Trap – pary              | Australia · Michael Diamond · Adam Vella     | Indie · Manavjit Singh Sandhu · Mansher Singh   | Anglia · Aaron Heading · Dave Kirk        |
| Podwójny trap pojedynczo | Stevan Walton                                | Ranjan Sodhi                                    | Tim Kneale                                |
| Podwójny trap – pary     | Anglia · Steven Scott · Stevan Walton        | Indie · Asher Noria · Ranjan Sodhi              | Malezja · Seng Chye · Benjamin Cheng Jie  |
| Skeet pojedynczo         | Richard Brickell                             | Georgios Achilleos                              | Andreas Chasikos                          |
| Skeet – pary             | Cypr · Georgios Achilleos · Andreas Chasikos | Kanada · Jason Hughes Caswell · Richard McBride | Anglia · Richard Brickell · Clive Bramley |

### Kobiety
| Konkurencja     |                                             |                                     |                                         |
| --------------- | ------------------------------------------- | ----------------------------------- | --------------------------------------- |
| Trap pojedynczo | Anita North                                 | Shona Marshall                      | Gaby Ahrens                             |
| Trap – pary     | Australia · Laetisha Scanlan · Stacy Roiall | Anglia · Abbey Burton · Anita North | Kanada · Cynthia Meyer · Susan Nattrass |

## Pistolet

### Mężczyźni
| Konkurencja                                    |                                         |                                                |                                                          |
| ---------------------------------------------- | --------------------------------------- | ---------------------------------------------- | -------------------------------------------------------- |
| Pistolet-wiatrówka 10 m pojedynczo             | Omkar Singh                             | Gai Bin                                        | Daniel Repacholi                                         |
| Pistolet-wiatrówka 10 m – pary                 | Indie · Omkar Singh · Gurpreet Singh    | Anglia · Nick Baxter · Michael Gault           | Singapur · Gai Bin · Lim Swee Hon Nigel                  |
| Pistolet z centralnym zapłonem 25 m pojedynczo | Harpreet Singh                          | Vijay Kumar                                    | Lip Poh                                                  |
| Pistolet z centralnym zapłonem 25 m – pary     | Indie · Vijay Kumar · Harpreet Singh    | Nowa Zelandia · Greg Yelavich · Alan Earle     | Singapur · Gai Bin · Meng Poh                            |
| Pistolet szybkostrzelny 25 m pojedynczo        | Vijay Kumar                             | Hasli Izwan Amir Hasan                         | Gurpreet Singh                                           |
| Pistolet szybkostrzelny 25 m – pary            | Indie · Vijay Kumar · Gurpreet Singh    | Malezja · Hafiz Adzha · Hasli Izwan Amir Hasan | Australia · David Chapman · Bruce Quick                  |
| Pistolet standardowy 25 m pojedynczo           | Gai Bin                                 | Roger Peter Daniel                             | Samaresh Jung                                            |
| Pistolet standardowy 25 m – pary               | Singapur · Gai Gai · Poh Lip Meng       | Indie · Samresh Jung · Chandrasekhar Chaudhary | Anglia · Michael Gault · Iqbal Ubhi                      |
| Pistolet 50 m pojedynczo                       | Omkar Singh                             | Gai Bin                                        | Lim Swee Hon Nigel                                       |
| Pistolet 50 m – pary                           | Singapur · Gai Bin · Lim Swee Hon Nigel | Indie · Deepak Sharma · Omkar Singh            | Trynidad i Tobago · Rhodney Richard Allen · Roger Daniel |

### Kobiety
| Konkurencja                        |                                      |                                                  |                                      |
| ---------------------------------- | ------------------------------------ | ------------------------------------------------ | ------------------------------------ |
| Pistolet-wiatrówka 10 m pojedynczo | Pei Chin Bibiana Ng                  | Heena Sidhu                                      | Dina Aspandijarowa                   |
| Pistolet-wiatrówka 10 m – pary     | Indie · Heena Sidhu · Annuraj Singh  | Australia · Dina Aspandijarowa · Pamela McKinzie | Kanada · Dorothy Ludwig · Lynda Hare |
| Pistolet 25 m pojedynczo           | Anisa Sayyed                         | Rahi Sarnobat                                    | Pei Chin Bibiana                     |
| Pistolet 25 m – pary               | Indie · Rahi Sarnobat · Anisa Sayyed | Australia · Linda Ryan · Lalita Jauleuskaja      | Anglia · Gorgs Geikie · Julia Lydall |

## Broń małokalibrowa oraz wiatrówki

### Mężczyźni
| Konkurencja                               |                                           |                                     |                                                        |
| ----------------------------------------- | ----------------------------------------- | ----------------------------------- | ------------------------------------------------------ |
| Wiatrówka 10 m pojedynczo                 | Gagan Narang                              | Abhinav Bindra                      | James Huckle                                           |
| Wiatrówka 10 m – pary                     | Indie · Abhinav Bindra · Gagan Narang     | Anglia · James Huckle · Kenny Parr  | Bangladesz · Abdullah Hel Baki · Md. Asif Hossain Khan |
| Karabin 50 m z trzech pozycji pojedynczo  | Gagan Narang                              | Jonathan Hammond                    | James Huckle                                           |
| Karabin 50 m z trzech pozycji – pary      | Indie · Imran Hasan · Gagan Narang        | Anglia · James Huckle · Kenny Parr  | Szkocja · Jonathan Hammond · Neil Stirton              |
| Karabin 50 m w pozycji leżącej pojedynczo | Jonathan Hammond                          | Warren Potent                       | Matthew Hall                                           |
| Karabin 50 m w pozycji leżącej – pary     | Szkocja · Neil Stirton · Jonathan Hammond | Anglia · Mike Babb · Richard Wilson | Australia · Warren Potent · David Clifton              |

### Kobiety
| Konkurencja                               |                                                        |                                                    |                                         |
| ----------------------------------------- | ------------------------------------------------------ | -------------------------------------------------- | --------------------------------------- |
| Karabin 50 m z trzech pozycji pojedynczo  | Alethea Sedgman                                        | Ser Xiang Wei Jasmine                              | Aqilah Binte Sudhir                     |
| Karabin 50 m z trzech pozycji – pary      | Singapur · Ser Xiang Wei Jasmine · Aqilah Binte Sudhir | Indie · Lajjakumari Gauswami · Tejaswini Sawant    | Szkocja · Kay Copland · Jen McIntosh    |
| Karabin 50 m w pozycji leżącej pojedynczo | Jen McIntosh                                           | Tejaswini Sawant                                   | Johanne Brekke                          |
| Karabin 50 m w pozycji leżącej – pary     | Szkocja · Jen McIntosh · Kay Copland                   | Anglia · Michelle Smith · Sharon Lee               | Indie · Meena Kumari · Tejaswini Sawant |
| Wiatrówka 10 m pojedynczo                 | Ser Xiang Wei Jasmine                                  | Ayuni Halim                                        | Taibi Mohamed                           |
| Wiatrówka 10 m – pary                     | Malezja · Suryani Mohamed · Ayuni Halim                | Singapur · Ser Xiang Wei Jasmine · Cheng Jian Huan | Indie · Suma Shirur · Kavita Yadav      |

## Broń wielkokalibrowa
| Konkurencja          |                                              |                                   |                                      |
| -------------------- | -------------------------------------------- | --------------------------------- | ------------------------------------ |
| Kat. Open pojedynczo | Parag Patel                                  | James Corbett                     | David Calvert                        |
| Kat. Open – pary     | Nowa Zelandia · Mike Collings · John Snowden | Szkocja · Angus McLeod · Ian Shaw | Anglia · Jon Underwood · Parag Patel |

## Tabela medalowa
Kolorem niebieskim oznaczono gospodarza igrzysk.
| Poz. | Państwo           |    |    |   | Łącznie |
| ---- | ----------------- | -- | -- | - | ------- |
| 1    | Indie             | 14 | 11 | 5 | 30      |
| 2    | Anglia            | 6  | 5  | 5 | 16      |
| 3    | Singapur          | 5  | 4  | 5 | 14      |
| 4    | Szkocja           | 4  | 2  | 2 | 8       |
| 5    | Australia         | 3  | 2  | 2 | 7       |
| 6    | Malezja           | 2  | 3  | 3 | 8       |
| 7    | Cypr              | 1  | 1  | 1 | 3       |
| 8    | Nowa Zelandia     | 1  | 1  | 0 | 2       |
| 9    | Kanada            | 0  | 1  | 2 | 3       |
| 10   | Bangladesz        | 0  | 0  | 1 | 1       |
| 10   | Wyspa Man         | 0  | 0  | 1 | 1       |
| 10   | Namibia           | 0  | 0  | 1 | 1       |
| 10   | Trynidad i Tobago | 0  | 0  | 1 | 1       |